# F-02F
ドコモ タブレット ARROWS Tab F-02F（ドコモ タブレット アローズタブ エフゼロにエフ）は、富士通によって開発された、NTTドコモのLTEデータ通信（Xi）端末である。ドコモ タブレットのひとつ。
キャッチコピーは「軽くて電池長持ち、フルセグも楽しめるスタイリッシュなタブレット」

## 概要
ARROWS Tab F-05Eの事実上の後継機種である。かなりの高機能化とともに、軽量・薄型化されている。
ディスプレイでは10.1インチのタブレットとしては最高クラスとなる、解像度WQXGA（2,560×1,600ピクセル）のTFT液晶を採用している。更に色彩や質感を忠実に再現する富士通独自の映像処理エンジンXevicや液晶とパネルの間の空気層をなくすことで光の乱反射と拡散を抑えるSuper Clear Panelを搭載し、写真や動画などはっきりと表示させることができる。
フルセグ放送の受信および録画が可能となっている。電波が届きにくい屋内でも、同梱のUSB同軸変換ケーブルを使うことで視聴が可能となる。音声はドルビーデジタルプラスと正面に配置したステレオスピーカーでクリアで臨場感のある音響を楽しめる。
富士通のお家芸とも言える指紋認証も備えており、指紋認証により利用者を切り替えたり、あんしんモードを備えるなど家族などで共有したりすることも可能である。その際の利用者が子供や高齢者の場合も想定し、こども向けのホーム画面や高齢者向けのらくらくホンライクなホーム画面を用意している。また子供が使う場合は利用時間の制限を行う設定やこども向けの50音キーボードなどもある。
そのほか、「Exmor RS for mobile」搭載カメラ、防水（IPX5/8）・防塵（IP5X）、NFC、ワンセグ、NOTTV、テザリング、DLNA、カーナビ連携、F-LINK、Miracastなどに対応するが、おサイフケータイ、赤外線通信には非対応となる。
電池容量は9600mAhとなり、それとあわせ使用状況に応じて無駄なく省電力を実現する、ヒューマンセントリックエンジンやWi-FiやGPSのON／OFFをはじめ、CPU周波数の制限など、きめ細かな設定でバッテリーを長持ちさせるNXエコなどにより長時間の利用が可能となっている。バッテリーの取り外しはできず、交換は有償預かり修理となり9,950円かかる。

## 搭載アプリ
家族共用で子供が使うことも考え、子供が利用できるアプリを制限することが可能となっている。
PC連携アプリケーション
- F-LINK

プリインストールアプリケーション
- テレビ
- カメラ
- 取扱説明書
- DiXiM Player
- 統合辞書+
- F-LINK
- KSfilemanager
- かんたんインターネット
- お試しパズるん（こども向け）
- 将棋ウォーズ
- 麻雀
- どうぶつしょうぎウォーズ（こども向け）
- ブラウザ
- メール
- メッセージ
- 予定表
- 電卓
- 設定
- ギャラリ－
- 時計
- Google
- Gmail
- YouTube
- Playストア
- マップ
- ハングアウト
- 音声検索
- Playミュージック
- Google+
- Playムービー
- Chrome
- Playブックス
- Google設定
- Playゲーム
- 写真

## 主な機能
| 主な対応サービス                                | 主な対応サービス                         | 主な対応サービス                     | 主な対応サービス                                       |
| ----------------------------------------------- | ---------------------------------------- | ------------------------------------ | ------------------------------------------------------ |
| タッチパネル/加速度センサー                     | Xi/FOMAハイスピード                      | Bluetooth                            | DCMX/おサイフケータイ/NFC/かざしてリンク/赤外線/トルカ |
| フルセグ/ワンセグ/モバキャス                    | メロディコール                           | テザリング                           | WiFi IEEE802.11a/b/g/n/ac                              |
| GPS                                             | ドコモメール/電話帳バックアップ          | デコメール/デコメ絵文字/デコメアニメ | iチャネル                                              |
| エリアメール/ソフトウェアーアップデート自動更新 | デジタルオーディオプレーヤー(WMA)(MP3他) | GSM/3Gローミング(WORLD WING)         | フルブラウザ/Flash Player                              |
| Google Play/dメニュー/dマーケット               | Gmail/Google Talk/YouTube/Picasa         | バーコードリーダ/名刺リーダ          | ドコモ地図ナビ/Google Maps/ストリートビュー            |

## 歴史
- 2013年10月10日 - NTTドコモから発表
- 2013年11月29日 - 発売

## 不具合・アップデート
2014年3月27日のアップデート（機能バージョンアップ）
- 機能バージョンアップ
  - 「LTE国際ローミング」の対応 本端末を利用して、海外でLTEの通信が可能になる（本機能対応に伴い、LTEのON／OFF設定を追加）。
- 改善される事象
  - 電源キーを押してもスリープモードから復帰せず、画面が表示されない場合がある不具合を修正する。
- ビルド番号がV15R58AからV19R63Aになる。

2014年9月24日のアップデート
- 画面を回転させた際、正しく表示されない場合がある不具合を修正する。
- ビルド番号がV15R58A、V19R63AのいずれかからV20R65Aになる。

2014年12月1日のアップデート
- 電池残量表示が急激に変化する場合がある不具合を修正する。
- ビルド番号がV15R58A、V19R63A、V20R65AのいずれかからV21R66Bになる。

2015年2月5日のアップデート（OSバージョンアップ）
- 機能バージョンアップ
  - 絵文字のリニューアル。
  - アイコンのリニューアル。
  - プリンタ連携機能。写真やWebサイトの印刷がしやすくなる。
  - テキストの範囲選択やコピー&ペーストなど編集操作性が向上される。
- 改善される事象
  - 「アプリ動作時間」使用状況の詳細のグラフ表示が実消費電流より大きくなる場合がある不具合を修正する。
- ビルド番号がV15R58A、V19R63A、V20R65A、V21R66BのいずれかからV09R19Cになる。

※以降のソフトウェア更新の対象は、2015年2月5日より提供しているOSバージョンアップを実施された端末となるため、事前にOSバージョンアップの実施が必要。
2015年5月7日のアップデート
- 本体の電源がOFFの状態で電源ボタンを長押ししても、電源が入らない場合がある不具合を修正する。
- ビルド番号がV09R19CからV10R20Aになる。

2016年2月8日のアップデート
- タブレット（本体）が意図せず再起動する場合がある不具合を修正する。
- ビルド番号がV09R19C、V10R20AのいずれかからV11R22Cになる。